# Drac de Montornès del Vallès
El drac de Montornès del Vallès, de nom Ceballot, és una peça de bestiari popular, nascuda el gener de 1994 dins la colla de Diables de Montornès (Ball de diables i Drac de Montornès del Vallès). El drac fou construït el 1994 per Ramon Aumedes, al Taller Sarandaca, i és portada per una persona. Té 16 punts de foc repartits al Cap 5+2, ales 3+3 i cua 3, un dels punts de foc del cap es pot canviar per portar pots de fum, i la cua es pot canviar per portar una roda de foc amb 4 punts per carretilles. És autoportat per una persona i posseeix encesa elèctrica. La primera sortida en un correfoc va ser durant la festa major de la vila el 17 de setembre el 1994. La figura va ser anomenada Ceballot perquè el seu portador va caure per culpa d'una ceba durant l'actuació del VII Aplec Internacional de la Sardana a Marsella el setembre de 1994.
Les sortides més destacades de la colla del drac de Montornès han estat, pel que fa a aplecs internacionals, a Itàlia, Suïssa, Lausana, Marsella, Ceret, Tolosa de Llenguadoc, L'Alguer, Frankfurt, o a la capital d'Estònia, Tallinn, amb motiu de l'edició número 21 de l'Aplec Internacional de la Sardana i Mostra de Grups Folklòrics de 2008, organitzat per ADIFOLK. També ha viatjat a Mallorca a la trobada de bestiari, Sevilla per la I mostra de cultura Catalana el 2005 i Massalfassar per l'apadrinament i agermanament de la colla de Colla de Dimonis de Massalfassar el 2006.
El drac de Montornès posseeix ball propi anomenat «Ball del Drac» compost per Enric Montsant i Damià, només es balla per la festa major, un cop finalitzat el correfoc, als balls de espectacle de plaça, el tercer dissabte de setembre.
Quant va néixer el Drac Ceballot era portat per la Colla Draconaire de Montornès, però amb el temps es van fusionar amb la colla de diables, passant a dir-se Colla de Drac i Diables de Montornès del Vallès, impulsada per en Ramon Altimira i Gorga. En l'actualitat, any 2018 la Colla de Drac i Diables de Montornès del Vallès canvia el nom a "Ball de Diables i Drac de Montornès del Vallès", sent l'actual cap de Colla Esther Garrido.